# Nuestra Belleza México 2006
Nuestra Belleza México 2006 fue la 13.ª edición del certamen Nuestra Belleza México la cual se realizó en el Espacio Cultural Metropolitano del puerto de Tampico, Tamaulipas el sábado 2 de septiembre de 2006. Treinta candidatas de toda la República Mexicana compitieron por el título nacional, el cual fue ganado por Rosa María Ojeda de Sinaloa quien compitió en Miss Universo 2007 en la Ciudad de México logrando colocarse dentro del Top 10. Ojeda fue coronada por la Nuestra Belleza México saliente Priscila Perales, convirtiéndose en la séptima sinaloense en ir a Miss Universo.
El título de Nuestra Belleza Mundo México 2006 fue ganado por Carolina Morán de Colima quien compitió en Miss Mundo 2007 en China logrando colocarse como 2.ª Finalista y obtener la corona como Miss Mundo Américas. Morán fue coronada por Nuestra Belleza Mundo México 2004 Dafne Molina ya que la Reina saliente se encontraba en concentración internacional de Miss Mundo 2006. Se convirtió en la primera y única colimense en ir a Miss Mundo.
A mediados del año 2007 se designó a Gladys Castellanos de Jalisco como Miss Continente Americano México 2007 compitiendo en Miss Continente Americano 2007 en Ecuador logrando colocarse como 2.ª Finalista. Así mismo se designó a Melissa Estrella de Sonora como Reina Hispanoamericana México 2007 compitiendo en Reina Hispanoamericana 2007 en Bolivia.
El Reconocimiento "Corona al Mérito" fue para Dafne Molina Nuestra Belleza Mundo México 2004 por su destacada trayectoria como reina de belleza y modelo. 

## Resultados
| Posición                          | Candidata |
| Nuestra Belleza México 2006       | - Sinaloa - Rosa María Ojeda |
| Nuestra Belleza Mundo México 2006 | - Colima - Carolina Morán § |
| 1.ª Finalista                     | - Jalisco - Gladys Castellanos Δ |
| 2.ª Finalista                     | - Tamaulipas - Adriana Celis Δ |
| 3.ª Finalista                     | - Baja California - Alejandra Espinoza |
| Top 10                            | - Chihuahua - Montserrat Montagut - Michoacán - Tania Rincón Δ - Nayarit - Carolina González - Nuevo León - Mariana Lombard - Puebla - Rosalba Rojas          |

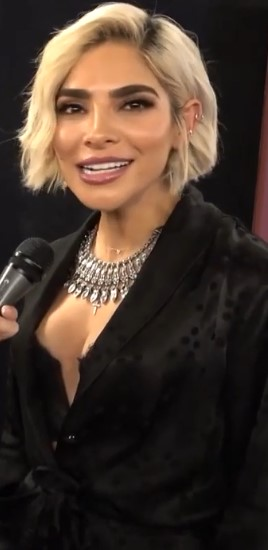
Alejandra Espinoza, Nuestra Belleza Baja California 2006 y Nuestra Belleza Latina 2007

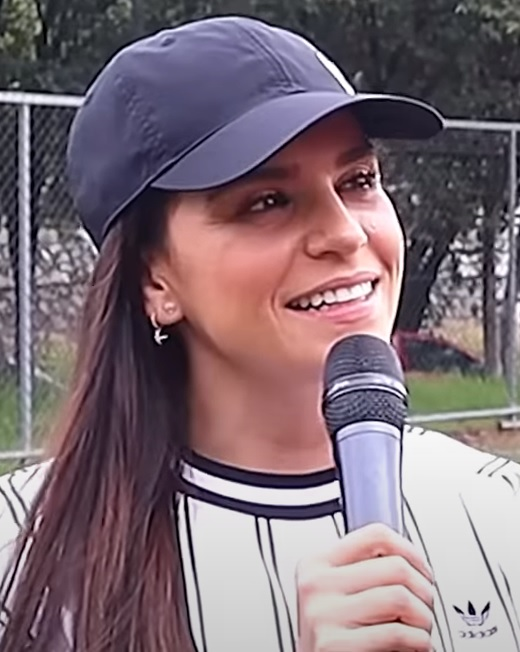
Tania Rincón, Nuestra Belleza Michoacán 2006 y actual presentadora de televisión

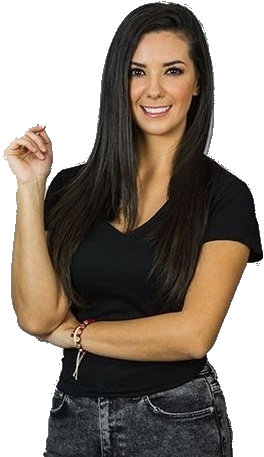
Pilar Pérez, Nuestra Belleza Guanajuato 2006 y actual presentadora de deportes

| Top 15                            | - Coahuila - Areli Astorga - Distrito Federal - Marisol González Δ - Jalisco - Perla Mercado - Nuevo León - Alejandra Ballesteros - Sonora - Melissa Estrella |

- § Votada por las concursantes para completar el cuadro de 15 semifinalistas.
- Δ Ganadoras de los Fast-track que otorgan el pase directo al cuadro de 15 semifinalistas.

## Áreas de competencia

### Semifinal
La competencia semifinal se realizó en el Espacio Cultural Metropolitano del puerto de Tampico, Tamaulipas el jueves 31 de agosto, dos días antes de la competencia final. Previo al final del evento, todas las candidatas compitieron en traje de baño y traje de noche como parte de la selección de las 10 candidatas quienes completarían el top 15 (ya que 5 candidatas tuvieron el pase directo al Top 15 por ganar alguno de los 5 premios otorgados por la Organización en base a su desempeño durante el periodo de concentración previo al evento final). El nombre de las 10 concursantes que formaron parte del Top 15 fue revelado durante el inicio en vivo del evento final.

#### Jurado Preliminar
Estos son los miembros del jurado preliminar, que eligieron a las 10 semifinalistas que completarían el Top 15 durante la Competencia Semifinal, luego de ver a las candidatas en privado durante entrevistas y pasarela en traje de baño y gala:
- Alicia Machado - Miss Universo 1996 y actriz de televisión
- Arturo Carmona - Actor de televisión
- Gerardo Dragonetti - Diseñador de moda
- Héctor Terrones - Diseñador de moda
- Marco Méndez - Actor de televisión
- Natalia Esperón - Actriz de televisión
- Odín Dupeyrón - Actor de televisión
- Rebeca Tamez - Nuestra Belleza México 1996 y modelo profesional
- Denisse Carrera - Nuestra Belleza Tamaulipas 1994
- Laura de la Torre - Directora de la marca Fuller Cosmetics

### Final
La gala final fue transmitida en vivo a través del Canal de las Estrellas para todo México desde el Espacio Cultural Metropolitano del puerto de Tampico, Tamaulipas el sábado 2 de septiembre de 2006. La conducción del evento estuvo a cargo de Jacqueline Bracamontes y Juan José Origel acompañados de Cecilia Galliano, Silvia Salgado, Vilma Zamora, Dafne Molina, Pía Marín y Oscar Schekaiban en el backstage.
El grupo de 15 semifinalistas se dio a conocer durante la competencia final: 10 seleccionadas por un jurado preliminar, quienes eligieron a las concursantes que más destacaron en las tres áreas de competencia durante la etapa preliminar y 5 ganadoras de los reconocimientos especiales que otorga la Organización.
- Las 15 semifinalistas desfilaron en una nueva ronda en traje de baño, donde salieron de la competencia 5 de ellas.
- Las 10 semifinalistas desfilaron en vestido de noche, posteriormente 5 de ellas fueron eliminadas.
- Las 5 finalistas se sometieron a una pregunta final y posteriormente dieron una última pasarela, donde el panel de jueces consideró la impresión general que dejó cada una de las finalistas para votar y definir posiciones finales.

#### Jurado Final
Estos son los miembros del jurado que evaluaron a las concursantes:
- Alicia Machado - Miss Universo 1996 y actriz de televisión
- Arturo Carmona - Actor de televisión
- Gerardo Dragonetti - Diseñador de moda
- Héctor Terrones - Diseñador de moda
- Marco Méndez - Actor de televisión
- Natalia Esperón - Actriz de televisión
- Odín Dupeyrón - Actor de televisión
- Rebeca Tamez - Nuestra Belleza México 1996 y modelo profesional
- Denisse Carrera - Nuestra Belleza Tamaulipas 1994
- Laura de la Torre - Directora de la marca Fuller Cosmetics

#### Entretenimiento
- Intermedio: Bobby Pulido interpretando "Vanidosa"
- Traje de Baño: Santo Diablito interpretando "Guapa"
- Intermedio: Belanova interpretando "Rosa Pastel"
- Traje de Noche: Leo Paryna
- Intermedio: Fey interpretando "Y Aquí Estoy"

### Premios Especiales
| Premio                         | Candidata                             |
| Nuestra Modelo                 | - Tamaulipas - Adriana Celis          |
| Las Reinas Eligen              | - Colima - Carolina Morán             |
| Nuestro Talento                | - Jalisco - Gladys Castellanos        |
| Nuestra Belleza en Forma       | - Distrito Federal - Marisol González |
| Premio Académico               | - Michoacán - Tania Rincón            |
| Reina de Belleza Fuller        | - Sinaloa - Rosa María Ojeda          |
| Camino al Éxito Andrea         | - Jalisco - Gladys Castellanos        |
| Mejor Piel Nutrimilk           | - Puebla - Rosalba Rojas              |
| Figura Lala Light              | - Chihuahua - Montserrat Montagut     |
| Mejor Cabello Palmolive Optims | - Tamaulipas - Adriana Celis          |

## Candidatas
| Estado              | Candidata                         | Edad | Estatura | Residencia       |
| Aguascalientes      | María Alicia Pérez Estrada        | 18   | 1.76     | Aguascalientes   |
| Aguascalientes      | Ana Paulina Parga Padilla         | 19   | 1.82     | Aguascalientes   |
| Baja California     | Alejandra Espinoza Cruz           | 19   | 1.70     | Tijuana          |
| Baja California Sur | Siria Martínez Pérez              | 20   | 1.73     | La Paz           |
| Campeche            | Ana Luisa Campos López            | 21   | 1.73     | Campeche         |
| Chiapas             | Dalia Lazcano Córdoba             | 20   | 1.71     | Comitán          |
| Chihuahua           | Monserrat Montagut Enciso         | 20   | 1.70     | Ciudad Juárez    |
| Coahuila            | Luz Areli Astorga Gurza           | 19   | 1.80     | Torreón          |
| Colima              | Carolina Morán Gordillo           | 18   | 1.79     | Manzanillo       |
| Distrito Federal    | Marisol González Ficachi          | 23   | 1.74     | Ciudad de México |
| Durango             | Dulce María Félix Piña            | 22   | 1.75     | Durango          |
| Guanajuato          | Pilar Pérez Reyes                 | 20   | 1.71     | León             |
| Guerrero            | Cinthia Valle Vidal               | 20   | 1.73     | Acapulco         |
| Jalisco             | Gladys Castellanos Jiménez        | 18   | 1.76     | Guadalajara      |
| Jalisco             | Perla Karina Mercado Barajas      | 21   | 1.80     | Guadalajara      |
| Michoacán           | Tania Vanessa Rincón Sánchez      | 19   | 1.73     | La Piedad        |
| Morelos             | Karla Soto Guerrero               | 18   | 1.68     | Cuernavaca       |
| Nayarit             | Carolina González Serrato         | 23   | 1.80     | San Blas         |
| Nuevo León          | Mariana Lombard González          | 21   | 1.73     | Monterrey        |
| Nuevo León          | Alejandra Ballesteros González    | 20   | 1.74     | Monterrey        |
| Puebla              | Rosalba Rojas Chávez              | 19   | 1.81     | Puebla           |
| Querétaro           | María Fernanda Quinzaños Herrera  | 19   | 1.71     | Querétaro        |
| Quintana Roo        | Mercedes Cortina Martín           | 20   | 1.69     | Cancún           |
| San Luis Potosí     | Daniela González Escobar          | 21   | 1.78     | San Luis Potosí  |
| Sinaloa             | Rosa María Ojeda Cuen             | 19   | 1.74     | Culiacán         |
| Sonora              | Melissa Estrella Pérez            | 20   | 1.80     | Nogales          |
| Tamaulipas          | Adriana Celis Renero              | 19   | 1.78     | Ciudad Victoria  |
| Veracruz            | Magdalena Rosalía Tavizón Barraza | 21   | 1.79     | Veracruz         |
| Yucatán             | Isis Amor Barrera Correa          | 23   | 1.74     | Mérida           |
| Zacatecas           | Deyanira Michelle Varela Muñetón  | 22   | 1.73     | Jerez            |

## Sobre los Estados en Nuestra Belleza México 2006

### Estados designados a la competencia
- Aguascalientes - Ana Paulina Parga
- Jalisco - Perla Mercado
- Nuevo León - Alejandra Ballesteros

### Estados que se retiran de la competencia
- Estado de México

### Estados que regresan a la competencia
- Compitieron por última vez en 2005:
  -  Chihuahua
  -  Guerrero

- Compitieron por última vez en 2002:
  -  Chiapas

## Crossovers
| Miss Universo - 2007: Sinaloa - Rosa María Ojeda (Top 10) Miss Mundo - 2007: Colima - Carolina Morán (2ª Finalista) Miss Continente Americano - 2007: Jalisco - Gladys Castellanos (2ª Finalista) Reina Hispanoamericana - 2007: Sonora - Melissa Estrella Reinado Internacional del Café - 2007: Chihuahua - Monserrat Montagut (3ª Finalista) Miss Costa Maya International - 2007: Yucatán - Isis Barrera Miss Maja Internacional - 2007: Yucatán - Isis Barrera Miss Piel Dorada Internacional - 2002: Sinaloa - Rosa María Ojeda (1ª Finalista) | Nuestra Belleza Latina - 2008: Zacatecas - Deyanira Varela (9ª Finalista) - 2007: Baja California - Alejandra Espinoza (Ganadora) Miss Turismo México - 2004: Sinaloa - Rosa María Ojeda (Ganadora) Nuestra Belleza Aguascalientes - 2006: Aguascalientes - Ana Paulina Parga (1ª Finalista) Nuestra Belleza Jalisco - 2006: Jalisco - Perla Mercado (Top 5) Nuestra Belleza Nuevo León - 2006: Nuevo León - Alejandra Ballesteros (1ª Finalista) Reina de Comitán - 2004: Chiapas - Dalia Lizcano (Ganadora) Reina de la Feria de Jerez - 2002: Zacatecas - Deyanira Varela (Princesa) Srita. Juventud Yucatán - 1999: Yucatán - Isis Barrera (Ganadora) |